# Kloosterwieke
Kloosterwieke of t Klooster en de Wieke is de carnavalsnaam van het Groningse dorp Ter Apel tijdens de carnavalsperiode.

## De naam
Het verwijst naar het 14e-eeuwse kruisherenklooster en de wijken (wieke in het Gronings) waaraan Ter Apel ontstaan is. Een wijk is een kanaal dat gebruikt werd voor de ontginning van de Veenkoloniën en waarover vroeger het veen en turf naar de stad vervoerd werd. Tegenwoordig zijn de wijken gedempt en is alleen het hoofdkanaal (het Stadskanaal) nog over.

## Tradities
De carnavalsvereniging in Ter Apel heet, logischerwijs, de Kloosterwiekers. Zij organiseren sinds 1965 het hele carnavalsfeest in Ter Apel, maar ook andere dorpsevenementen zoals de intocht van Sinterklaas en Sint-Maarten. Het opmerkelijke aan carnavalsvereniging "de Kloosterwiekers" is dat zij een Prins aan het hoofd hebben staan, welke wordt geassisteerd door een Vorst (en niet door een adjudant of prinses zoals bij andere carnavalsverenigingen).
Het carnaval in Ter Apel is het grootste carnavalsfeest van Noord-Nederland. De Kloosterwiekers bezoeken de donderdag voor de optocht alle chronisch zieken en alle mensen van 80 jaar en ouder. Deze worden getrakteerd met een fruitbakje. Het hoogtepunt valt op zaterdag (Nelkensamstag), dat gevierd wordt met een grootse optocht overdag en een feesttent 's avonds en 's nachts. 's Zondags (Tulpensonntag) is er kindercarnaval, een evenement voor kinderen met een artiest en kinderdisco, en 's avonds weer feest in de feesttent voor de jeugd en de volwassenen. Deze avond is voor vele carnavalsvierders het hoogtepunt van het carnavalsjaar. Hier worden namelijk de prijswinnaars van de optocht van zaterdag bekendgemaakt. Er is maandenlang door vele groepen aan de praalwagens gewerkt en de belangen zijn op deze avond dus zeer groot. Op maandag (Rosenmontag) gaan de meeste praalwagens die zaterdags in Ter Apel reden, naar Duitsland om daar nogmaals een ronde te rijden. De vrijdag vóór Nelkensamstag wordt er carnaval op de scholen gevierd en daarnaast leggen de Kloosterwiekers 's avonds nog een ronde af om de praalwagens te inspecteren en de startnummers uit te delen.
Een week voorafgaand aan Nelkensamstag is er op vrijdag en zaterdag in het Boschhuis een theatervoorstelling genaamd de buut, waarin het nieuws van het afgelopen jaar in Ter Apel en omstreken op komische wijze wordt verteld door middel van toneelstukjes, moppen en liedjes.
Tijdens deze buutavonden overhandigt de burgemeester van de gemeente Westerwolde de 'sleutel' van de gemeente aan de Prins der Kloosterwiekers. Hiermee gaat het gezag tussen het Klooster en de Wieke over naar de Prins.

## Carnavalslied
Het carnavalslied van de Kloosterwiekers is het kiele kiele Fennechie:
Kiele kiele kiele kiele Fennechie
Zet die es even op die knij van mie
k Wil die hail mien leven
Doezend smokken geven
Kiele kiele kiele kiele Fennechie
Zet die es even op die knei van mie
Al gef t het nog zo'n knal
t Is Troapler Karnavaal
t Is Troapler Karnavaal

de Kloosterwiekers roepen:

Kloosterwiekers
het publiek roept:

Alaaf!
— Componist/auteur: H. (Herman) Janssen